# Клаз, Илья Семёнович
Илья Семёнович Клаз (17 марта 1922, Могилёв — 22 декабря 1980) — советский писатель. Писал на белорусском и русском языках.

## Биография
Родился в Могилёве 17 марта 1922 г. в семье рабочего.
Учился в Минском педагогическом институте (1939—1941). 
Участник войны (1591 зенитный артиллерийский полк, 153 армейский запасной стрелковый полк, 3-я ударная армия). Участник боёв на Северо-Западном, 2-м Прибалтийском и 1-м Белорусском фронтах. Служил наводчиком зенитного орудия. Был трижды ранен. После лечения продолжил службу в штабе радиотелеграфистом. Награждён медалями «За боевые заслуги» (13.11.1943), «За отвагу» (19.05.1945), «За взятие Берлина», «За победу над Германией в Великой Отечественной войне 1941–1945 гг.» 
Работал в редакциях газет, заведующим отделом литературы и культуры в газете «Сталинская молодежь», в 1956—1966 годах заведующим отделом информации в газете «Літаратура і мастацтва», заведующим отдела пропаганды в музее Янки Купалы, с 1974 г. в бюллетене «Помнікі гісторыі і культуры Беларусі». 
Издавался с 1940 г. Член Союза писателей с 1957 г.

### Произведения
- Жарцы: Повесть. - Минск : Госиздат БССР, Ред. худож. лит., 1955. - 138 с.; 17 см.
- Подснежники: Повесть / [Ил.: Н. Гутиев]. - Минск : Госиздат БССР, Ред. худож. лит., 1958. - 320 с., 1 л. ил. : ил.; 17 см.
- Разбег: Повесть. - Минск : Госиздат БССР, 1963. - 235 с. : ил.; 20 см.
- «Каменных дел мастер» (1971)
- Заря вишневая; [Чарновский]. [Простолюдин из Кричева] : Ист. повести / [Ил.: Г. С. Грак]. - Минск : Мастацкая лiт., 1973. - 206 с. : ил.; 17 см.
- «По Двине на вёслах» (1975)
- «Белая Русь» (1977)
- Потомству в пример: Очерки : [Для сред. и ст. школ. возраста] / [Худож. В. Клименко]. - Минск : Мастац. лiт., 1978. - 143 с. : ил.; 16 см.
- Вор: Повесть. - Минск : Госиздат БССР, Ред. худож. лит., 1960. - 229 с. : ил.; 18 см.